# Pete Carroll
Peter Clay „Pete“ Carroll  (* 15. September 1951 in San Francisco, Kalifornien) ist ein US-amerikanischer American-Football-Trainer. Von 2010 bis 2024 war er Head Coach der Seattle Seahawks in der National Football League (NFL), mit denen er den Super Bowl XLVIII gewann.

## Spielerkarriere
Carroll spielte in seiner Jugend für die Redwood High School in Larkspur, sowie für die Colleges Marin und Pacific (alle Kalifornien) überwiegend auf der Position des Free Safetys.

## Trainerkarriere

### Frühe Stationen
Pete Carroll begann seine Trainerlaufbahn 1973 als Assistenztrainer für das Pacific College. Weitere Trainerstationen im College-Bereich waren Arkansas, Iowa State, Ohio State, North Carolina State und nochmals Pacific, jeweils in verschiedenen Ämtern als Assistenztrainer.

### NFL (1984–1999)
Sein erstes Traineramt in der NFL war 1984 Defensive Backs Coach bei den Buffalo Bills. Danach war er von 1985 bis 1989 in gleicher Position für die Minnesota Vikings tätig. Für die New York Jets arbeitete er vier Jahre als Defensive Coordinator, bevor er dort 1994 zum Head Coach befördert wurde. Jedoch wurde er nach sechs Siegen und zehn Niederlagen bereits nach einer Saison entlassen. Nach weiteren zwei Jahren als Defensive Coordinator bei den San Francisco 49ers engagierten ihn die New England Patriots als Head Coach. Die Patriots führte er zu einem Division-Titel (Saison 1997) und zwei Play-off-Teilnahmen (1997 und 1998). Nachdem die Patriots in der Saison 1999 die Play-offs verpasst hatten, wurde er entlassen.

### USC Trojans (2000–2009)
2000 übernahm er den Posten des Cheftrainers der Trojans, des Footballteams der University of Southern California (USC) in Los Angeles. In den neun Jahren unter Pete Carroll gewannen die USC Trojans 97 ihrer 116 Spiele, errangen sieben Conference-Siege und wurden 2003 und 2004 zum besten College-Team der USA gewählt. 2004 besiegten die Trojans im BCS National Championship Game die Oklahoma Sooners 55:19 und stellten mit Matt Leinart den Most Valuable Player (MVP). Jedoch wurden 2010 14 Siege, ein Conference-Titel und der Sieg im BCS National Championship Game 2004 aufgrund von Unregelmäßigkeiten um den damaligen Spieler Reggie Bush aberkannt.

### Seattle Seahawks (2010–heute), Super Bowl Sieg
Am 11. Januar 2010 wurde Pete Carroll als Head Coach und Vizepräsident der Seattle Seahawks vorgestellt. In seiner ersten Saison in Seattle gewannen die Seahawks trotz einer negativen Bilanz von sieben Siegen und neun Niederlagen die NFC West Division und qualifizierten sich so für die Play-offs. Hier gelang ihnen ein Sieg über den favorisierten amtierenden Super-Bowl-Sieger, die New Orleans Saints, bevor eine Niederlage gegen die Chicago Bears die Saison beendete. In der Saison 2012 gelang ihnen mit Rookie Quarterback Russell Wilson und einer Bilanz von 11:5 erneut die Qualifikation für die Finalrunde um den Super Bowl. Nach einem Sieg gegen die Washington Redskins, war nach einer Niederlage gegen die Atlanta Falcons in der Runde der letzten Acht Endstation. 2013 war die bis dahin beste Saison für Carroll. Mit 13 Siegen und drei Niederlagen holte er den Divisionsieg in der NFC West und nach Erfolgen in den Play-offs über die New Orleans Saints und die San Francisco 49ers wurde er mit den Seattle Seahawks Meister der National Football Conference. Die Seahawks qualifizierten sich damit für den Super Bowl XLVIII. Nach einem überlegenen 43:8-Sieg gegen die Denver Broncos gewann Pete Carroll am 2. Februar 2014 seinen ersten Super Bowl. Dieser Titel ist der bis dahin größte Erfolg in der Geschichte der Seahawks. Am 1. Februar 2015 spielten die Seahawks mit Pete Carroll erneut um den Super Bowl, verloren das Spiel jedoch gegen die New England Patriots mit 24:28.
Am 26. Juli 2016 verlängerte Carroll seinen Vertrag bis 2019. Anfang der Saison 2018 konnte er den 91. Sieg mit den Seahawks erzielen, was ihn zum siegreichsten Head Coach in der Franchisegeschichte machte. Am 24. Dezember 2018 wurde sein Vertrag bis 2021 verlängert. Im November 2020 erhielt er eine vierjährige Vertragsverlängerung, die ihn bis zum Ende der Saison 2025 an das Franchise bindet und ihn zu einem der bestbezahlten Trainer der NFL macht.
Nach der Regular Season 2023 verlor Carroll seine Position als Head Coach bei den Seahawks, er soll aber weiter als Berater des Teams tätig sein.

### Philosophie
Offensiv vertritt Caroll die Theory of 49, nach der ein Team die besten Chancen auf den Sieg hat, wenn es kombiniert mindestens 49 Läufe und komplettierte Pässe hat. Er bevorzugt eine ausgeglichenes Verhältnis zwischen Lauf und Pass, mit einer leichten Vorliebe für den Lauf. Er begründet dies mit der geringeren Turnoveranzahl, die niedrig gehalten werden sollte und den größten Einfluss auf Sieg oder Niederlage habe.
Defensiv setzt er auf die 4-3 Defense, insbesondere auf die 4-3 „Under“, welche er in seiner Zeit in Arkansas von Monte Kiffin gelernt hat. Aber auch 4-2-5-Defenses mit einem zusätzlichen Safety werden häufig eingesetzt. Sein Ziel ist es den Lauf zu stoppen und den Quarterback unter Druck zu setzen. Carroll setzt vor allem auf Cover 3.

## Bilanz in der National Football League als Head Coach
| Team       | Saison     | Saison | Saison      | Saison        | Saison | Saison              | Playoffs | Playoffs    | Playoffs | Playoffs |
| Team       | Saison     | Siege  | Niederlagen | Unentschieden | Sieg % | Platz i.d. Division | Siege    | Niederlagen | Sieg %   | Ergebnisse |
| ---------- | ---------- | ------ | ----------- | ------------- | ------ | ------------------- | -------- | ----------- | -------- | --- |
| NYJ        | 1994       | 6      | 10          | 0             | 0,375  | 5. AFC East         | –        | –           | –        | – |
| NYJ Gesamt | NYJ Gesamt | 6      | 10          | 0             | 0,375  |                     | -        | -           | -        | |
| NE         | 1997       | 10     | 6           | 0             | 0,625  | 1. AFC East         | 1        | 1           | 0,500    | Sieg gegen Miami Dolphins, Niederlage gegen Pittsburgh Steelers                                                      |
| NE         | 1998       | 9      | 7           | 0             | 0,563  | 4. AFC East         | 0        | 1           | 0,000    | Niederlage gegen Jacksonville Jaguars                                                                                |
| NE         | 1999       | 8      | 8           | 0             | 0,500  | 5. AFC East         | –        | –           | –        | – |
| NE Gesamt  | NE Gesamt  | 27     | 21          | 0             | 0,563  |                     | 1        | 2           | 0,333    | |
| SEA        | 2010       | 7      | 9           | 0             | 0,438  | 1. NFC West         | 1        | 1           | 0,500    | Sieg gegen New Orleans Saints, Niederlage gegen Chicago Bears                                                        |
| SEA        | 2011       | 7      | 9           | 0             | 0,438  | 3. NFC West         | –        | –           | –        | – |
| SEA        | 2012       | 11     | 5           | 0             | 0,688  | 2. NFC West         | 1        | 1           | 0,500    | Sieg gegen Washington Redskins, Niederlage gegen Atlanta Falcons                                                     |
| SEA        | 2013       | 13     | 3           | 0             | 0,813  | 1. NFC West         | 3        | 0           | 1,000    | Sieg gegen New Orleans Saints, Sieg gegen San Francisco 49ers, Sieg im Super Bowl XLVIII gegen Denver Broncos        |
| SEA        | 2014       | 12     | 4           | 0             | 0,750  | 1. NFC West         | 2        | 1           | 0,667    | Sieg gegen Carolina Panthers, Sieg gegen Green Bay Packers, Niederlage im Super Bowl XLIX gegen New England Patriots |
| SEA        | 2015       | 10     | 6           | 0             | 0,625  | 2. NFC West         | 1        | 1           | 0,500    | Sieg gegen Minnesota Vikings, Niederlage gegen Carolina Panthers                                                     |
| SEA        | 2016       | 10     | 5           | 1             | 0,656  | 1. NFC West         | 1        | 1           | 0,500    | Sieg gegen Detroit Lions, Niederlage gegen Atlanta Falcons                                                           |
| SEA        | 2017       | 9      | 7           | 0             | 0,563  | 2. NFC West         | –        | –           | –        | – |
| SEA        | 2018       | 10     | 6           | 0             | 0,625  | 2. NFC West         | 0        | 1           | 0,000    | Niederlage gegen Dallas Cowboys                                                                                      |
| SEA        | 2019       | 11     | 5           | 0             | 0,688  | 2. NFC West         | 1        | 1           | 0,500    | Sieg gegen Philadelphia Eagles, Niederlage gegen Green Bay Packers                                                   |
| SEA        | 2020       | 12     | 4           | 0             | 0,750  | 1. NFC West         | 0        | 1           | 0,000    | Niederlage gegen Los Angeles Rams                                                                                    |
| SEA        | 2021       | 7      | 10          | 0             | 0,412  | 4. NFC West         | –        | –           | –        | – |
| SEA        | 2022       | 9      | 8           | 0             | 0,529  | 2. NFC West         | 0        | 1           | 0,000    | Niederlage gegen San Francisco 49ers                                                                                 |
| SEA        | 2023       | 9      | 8           | 0             | 0,529  | 3. NFC West         | –        | –           | –        | – |
| SEA Gesamt | SEA Gesamt | 137    | 89          | 1             | 0,604  |                     | 10       | 9           | 0,526    | |
| NFL Gesamt | NFL Gesamt | 170    | 120         | 1             | 0,584  |                     | 11       | 11          | 0,500    | |

Stand: Januar 2024

## Persönliches
Carroll wurde am 15. September 1951 in San Francisco als Peter Clay Carroll geboren. Er ist der Sohn von Rita Ban und James Edward „Jim“ Carroll. Seine Großeltern mütterlicherseits stammen aus Šibenik (Kroatien) und seine Urgroßeltern väterlicherseits stammen aus Irland.
Pete Carroll ist verheiratet mit Glena, hat zwei Söhne und eine Tochter, sowie vier Enkelkinder. Seine Söhne arbeiten als Assistenztrainer ebenfalls für die Seattle Seahawks.